# Anzacia gemmea
Anzacia gemmea är en spindelart som först beskrevs av Raymond Comte de Dalmas 1917.  Anzacia gemmea ingår i släktet Anzacia, och familjen plattbuksspindlar. Inga underarter finns listade.